# Christina Fusano
Christina Fusano, née le 27 novembre 1980 à Sacramento, est une joueuse de tennis américaine.

## Carrière
Christina Fusano a remporté le tournoi de Québec en double en 2007, associée à Raquel Kops-Jones.

## Palmarès

### Titre en double dames
| No | Date       | Nom et lieu du tournoi | Catégorie | Dotation  | Surface         | Partenaire        | Finalistes                       | Score     |          |
| -- | ---------- | ---------------------- | --------- | --------- | --------------- | ----------------- | -------------------------------- | --------- | -------- |
| 1  | 29-10-2007 | Challenge Bell Québec  | Tier III  | 175 000 $ | Moquette (int.) | Raquel Kops-Jones | Stéphanie Dubois Renata Voráčová | 6-2, 7-66 | Parcours |

### Finale en double dames
Aucune

## Parcours en Grand Chelem

### En simple
N'a jamais participé à un tableau final.

### En double dames
| Année | Open d'Australie | Open d'Australie | Internationaux de France | Internationaux de France | Wimbledon                    | Wimbledon               | US Open                      | US Open                   |
| ----- | ---------------- | ---------------- | ------------------------ | ------------------------ | ---------------------------- | ----------------------- | ---------------------------- | ------------------------- |
| 2003  | -                | -                | -                        | -                        | -                            | -                       | 1er tour (1/32) Raquel Kops  | Petra Mandula P. Wartusch |
| 2008  | -                | -                | -                        | -                        | 2e tour (1/16) Angela Haynes | V. Azarenka Shahar Peer | 1er tour (1/32) Shenay Perry | L. Hradecká R. Voráčová   |

Sous le résultat, la partenaire ; à droite, l’ultime équipe adverse.

### En double mixte
| Année | Open d'Australie | Open d'Australie | Internationaux de France | Internationaux de France | Wimbledon | Wimbledon | US Open                      | US Open                    |
| 2011  | -                | -                | -                        | -                        | -         | -         | 1er tour (1/16) David Martin | D. Hantuchová Mark Knowles |

Sous le résultat, le partenaire ; à droite, l’ultime équipe adverse.

## Classements WTA en fin de saison

### En simple
| Année | 2003 | 2004 | 2005 | 2006 | 2007 |
| Rang  | 1006 | 433  | 554  | 487  | 852  |

Source : (en) « Classements de Christina Fusano », sur le site officiel du WTA Tour

### En double
| Année | 2003 | 2004 | 2005 | 2006 | 2007 |
| Rang  | 788  | 405  | 251  | 145  | 98   |

Source : (en) « Classements de Christina Fusano », sur le site officiel du WTA Tour